# Altarejos (kommunhuvudort)
Altarejos är en kommunhuvudort i Spanien.   Den ligger i provinsen Provincia de Cuenca och regionen Kastilien-La Mancha, i den centrala delen av landet, 130 km öster om huvudstaden Madrid. Altarejos ligger 883 meter över havet och antalet invånare är 340.
Terrängen runt Altarejos är huvudsakligen platt, men åt nordost är den kuperad. Altarejos ligger nere i en dal. Runt Altarejos är det glesbefolkat, med 17 invånare per kvadratkilometer. Närmaste större samhälle är San Lorenzo de la Parrilla, 6,8 km söder om Altarejos. Trakten runt Altarejos består till största delen av jordbruksmark.